# Línea (arte)

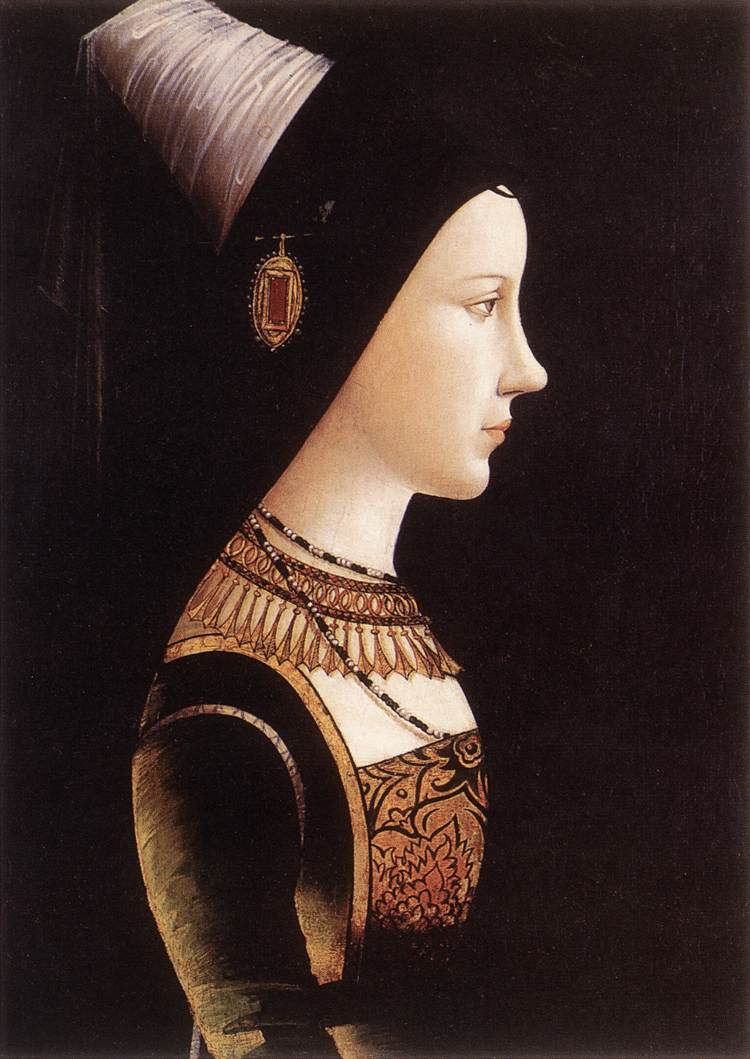
Retrato definido por línea cerrada o dibujística de María de Borgoña atribuido a Michael Pacher, c. 1490.

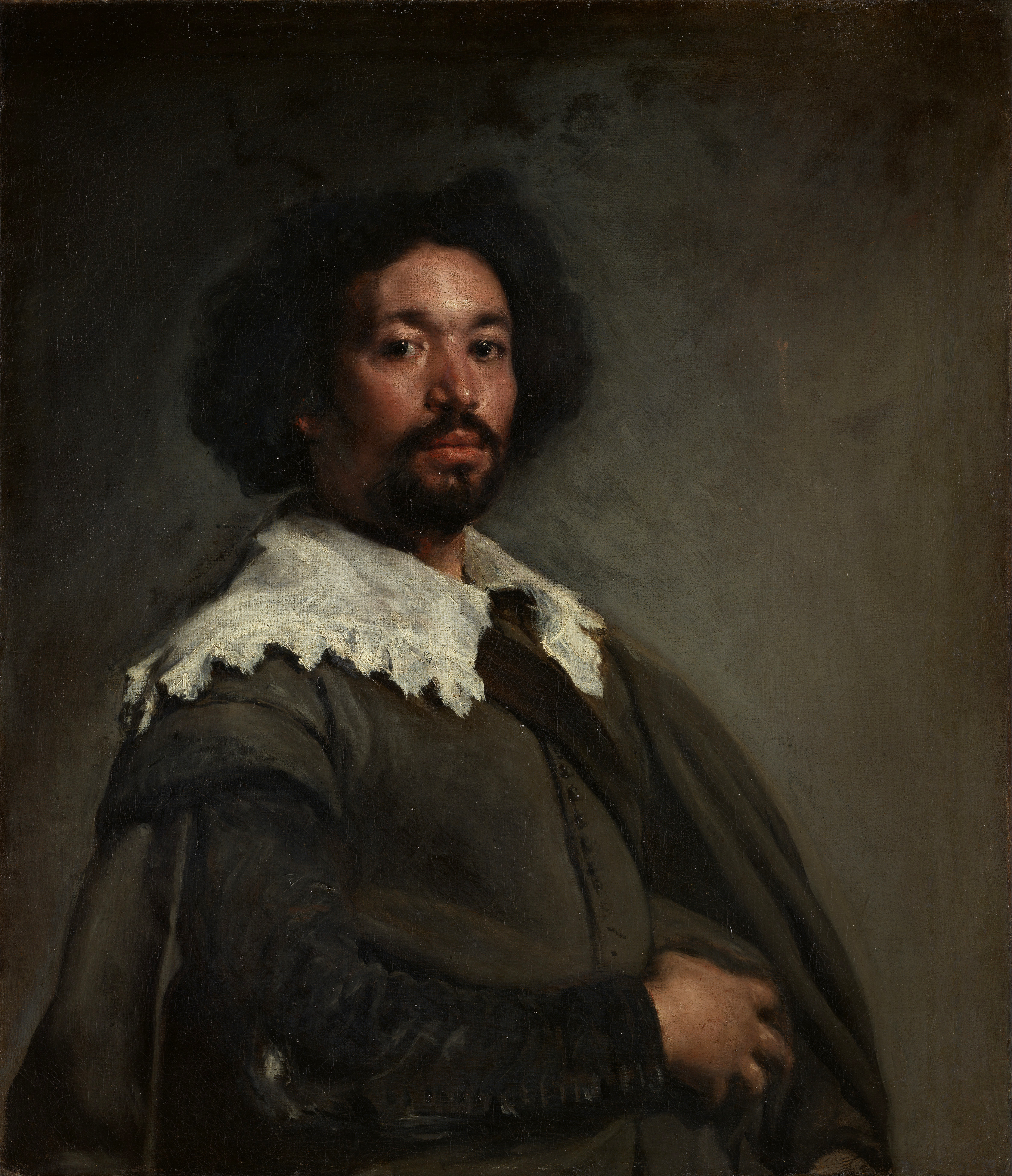
Retrato definido por línea abierta o pictórica de Juan de Pareja de Velázquez, 1650.

Una línea es una marca continua con mayor longitud que anchura, hecha en una superficie, por un punto en movimiento. Es uno de los siete elementos básicos del arte.
Una línea puede definir un espacio, crear un contorno o patrón, implicar movimiento o textura o sugerir un efecto de masa o volumen. 
Las líneas pueden ser horizontales, verticales o diagonales; rectas o curvas, gruesas o finas. Pero también simples o constituidas de un solo trazo, que se perciben de un vistazo o compuestas, constituidas por fragmentos de dos o más líneas, que para visualizarlas debemos desplazar la vista en varias direcciones.

## Significación artística
Las líneas contornean las figuras o las delimitan, permitiendo su identificación, pero también pueden marcar direcciones. Con una sutil línea horizontal se puede representar un horizonte, o mediante líneas en diagonal que apuntan al fondo, se obtiene una sensación de profundidad, como queriendo representar la tercera dimensión. La línea diagonal también puede permitir la sensación de movimiento. Pero también puede representarse una línea mediante una separación de planos como es el caso ante una separación cromática o bien una línea o puntos discontinuos que mediante el traslapa miento se tiende a completar como si fuese continua.
Básicamente se pueden considerar los siguientes tipos:
- Línea objetual, percibida como un objeto unidimensional, como ejemplo, los pictogramas.
- Línea de sombreado, por la que mediante la formación de tramas, se da volumen al objeto y proporciona profundidad.
- Línea de contorno, que suele constituir su definición formal.

## Líneas cerradas y abiertas
La línea cerrada o dibujística es una línea continua que determina formas acabadas, limitadas y claras. Crea un arte ordenado y distanciador, que históricamente suele corresponder con momentos de seguridad racionalista, como durante el prerrenacimiento o Primer Renacimiento, el neoclasicismo o la abstracción geométrica. Anteriormente, tanto la pintura gótica internacional, la románica o la egipcia la utilizan aunque los motivos son de índole religiosa. Es como asegurarse que los colores no van a escaparse de lo que se quiere resaltar, como un dibujo coloreado.
La línea abierta o pictórica es una pincelada discontinua y las formas aparecen indeterminadas, imprecisas casi abocetadas. Crea un arte que recrea lo que solo se sugiere, le hace más cercano al espectador. Históricamente suele corresponder con momentos en los que el artista se libera de las normas establecidas. Son los casos del Segundo Renacimiento donde se avanza de la línea dibujista al sfumato o en la pintura barroca, romántica, impresionista o expresionista.

## Elemento visual y del arte

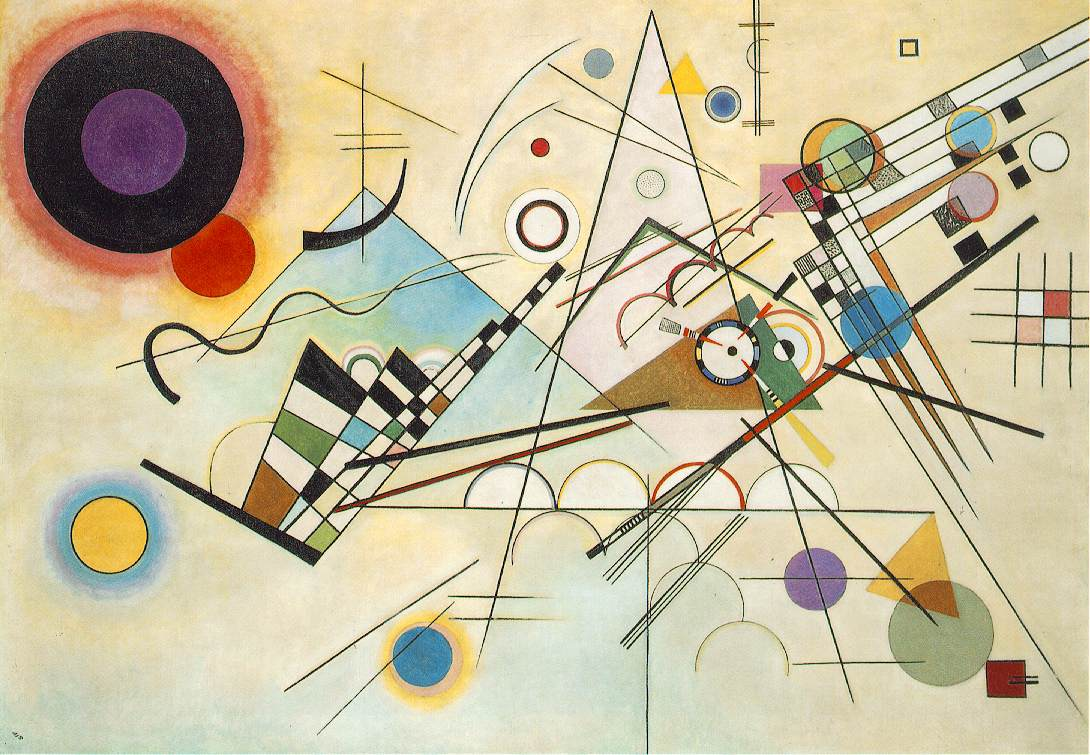
Composición 8, de Vasili Kandinsky, 1923.

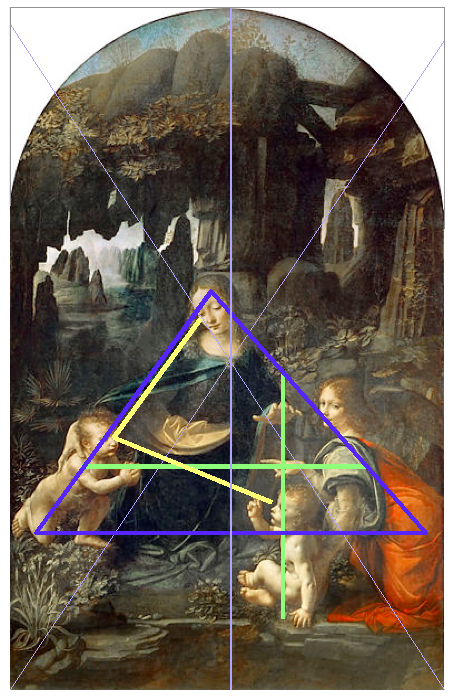
Líneas implícitas en la composición de Virgen de las rocas, de Leonardo da Vinci, 1483-1486. En azul, las aristas de la pirámide o lados del triángulo que forman las figuras (forma compositiva característica del Renacimiento pleno); en verde, cruz resultante de las líneas implícitas en la disposición de las manos; en amarillo, líneas implícitas en las miradas.

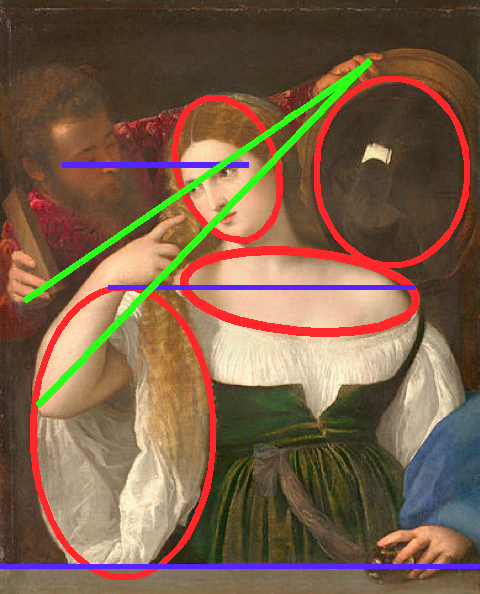
Líneas explícitas e implícitas en la composición de Mujer ante el espejo, de Tiziano, ca. 1515. En rojo, líneas curvas; en azul, horizontales; en verde, oblicuas.

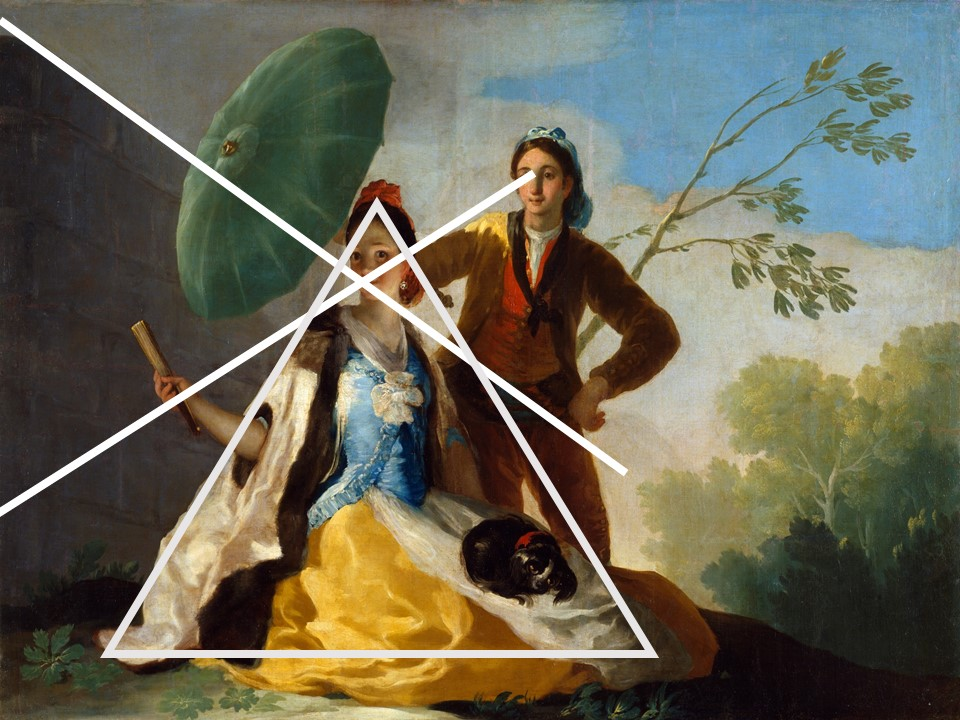
Líneas explícitas e implícitas en la composición de El quitasol, de Francisco de Goya, 1777.

La línea es el elemento visual más básico, y uno de los más utilizados, de todo gráfico y toda obra de arte. Representa a la forma de expresión más sencilla y pura, que a la vez puede ser dinámica y variada. En su trazo se detecta el gesto del artista. En la teoría de Kandinsky la línea geométrica es un ente invisible: un punto en movimiento sobre el plano. Al destruirse el reposo del punto este se mueve por el espacio dando origen a la línea. Aunque, en su definición geométrica, las líneas no tienen una segunda dimensión, en su plasmación material no pueden prescindir de ella, y por tanto son visibles. Todos los tipos de líneas se caracterizan por tener mayor longitud que anchura.
La línea es uno de los elementos del arte, como el color, la textura, el valor, la forma y el espacio. Cada tipo de línea se puede aplicar de forma diferente para obtener efectos visuales y emocionales en las obras de arte (iconología de la imagen). Las líneas pueden clasificarse por su longitud (largas o cortas), anchura (gruesas o finas) y forma: rectas, curvas, en zig-zag (líneas quebradas), en espiral, onduladas (líneas sinuosas), horizontales, verticales, diagonales (líneas oblicuas), continuas, discontinuas (rotas, de segmentos, de puntos), etc. Las líneas verticales crean una sensación de fuerza o estabilidad; las horizontales, de calma, paz o pasividad; las diagonales u oblicuas, de tensión, movimiento, excitación o dramatismo. La combinación de líneas da lugar a líneas paralelas, tangentes o secantes (cruces, aspas, asteriscos, ángulos y polígonos); sometidas a ciertas relaciones matemáticas, dan origen a la "razón áurea" y los polígonos áureos (rectángulo áureo, triángulo áureo); así como la espiral áurea. En el espacio, la línea espiral se convierte en helicoidal y, como recurso escultórico se denomina serpentinata. Cierta línea ondulada (la sigmoidea que designa con el n.º 4) es, para William Hogarth, la "línea de la belleza".

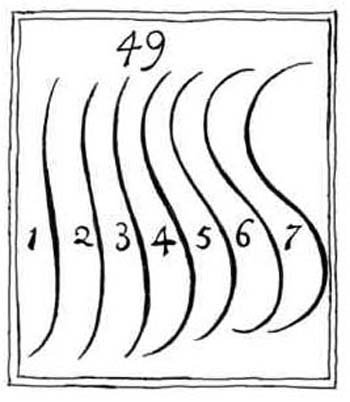
Ilustración de The Analysis of Beauty, de William Hogarth, 1753.
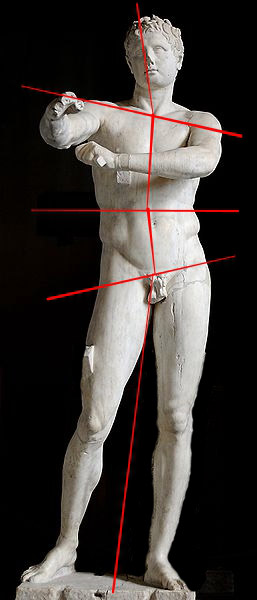
Líneas de tensión (o líneas de fuerza o líneas dominantes de la composición)[9] del contrapposto en el Apoxiomenos de Lisipo.
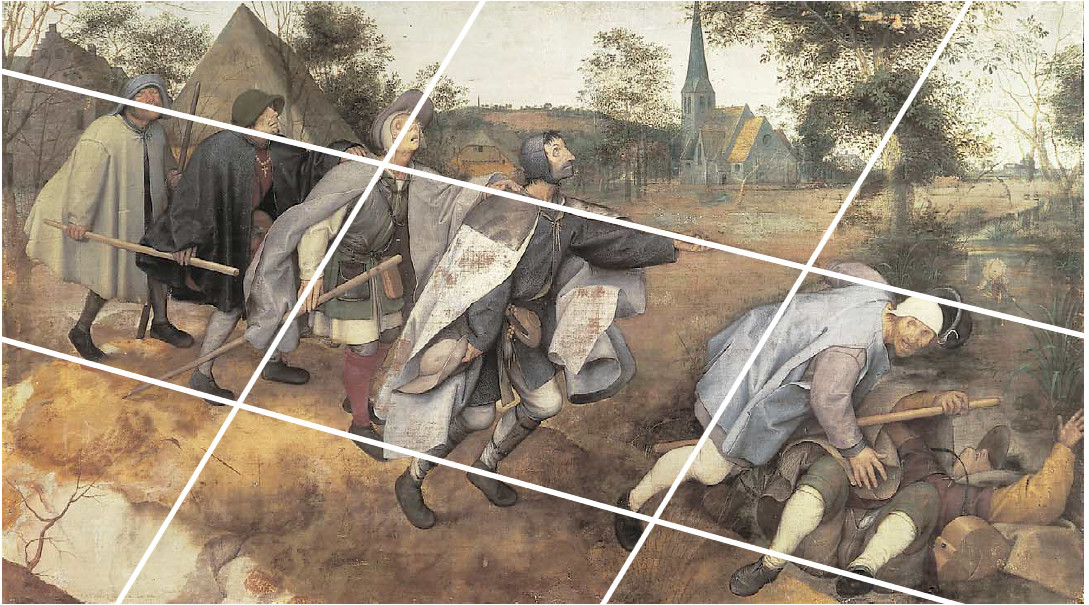
Líneas de tensión (o de fuerza o dominantes) de la composición de la escena La parábola de los ciegos, de Pieter Bruegel el Viejo, 1568.

Hay muchas técnicas diferentes para trazar las líneas, como el sombreado  (hatching y cross-hatching -plumeado-), las líneas de contorno (outlines), o la perspectiva lineal (que recurre a las líneas convergentes y divergentes para simular la profundidad espacial o tercera dimensión). La línea periférica, que cierra espacios y delimita formas, representa el perfil de las cosas y se llama contorno. El horizonte es la línea de contorno entre la tierra y el cielo. Las líneas de contorno, que definen formas, se usan para marcar el exterior de los elementos delimitados por la línea; aunque, en realidad, la línea que define un contorno es un recurso convencional, invención de los dibujantes, ya que «en la naturaleza un objeto es distinguido de otro por su diferencia de color o de tono.» Las líneas pueden ser estáticas o dinámicas, ayudando a conformar los efectos de movimiento, dirección y energía en una obra de arte. La línea expresiva y la de contorno pueden usarse para definir formas y figuras, pero también para sugerir movimiento, emoción y otros elementos. Las líneas de movimiento aparecen en muy distintas formas de arte, pero son particularmente utilizadas en el cómic. Otro criterio de clasificación de las líneas es el que las divide en líneas orgánicas y líneas inorgánicas o geométricas. Las líneas orgánicas son sueltas y fluidas, como las que se encuentran en la naturaleza y se trazan a mano alzada en el dibujo artístico. Las inorgánicas son rectas o curvas perfectas, de apariencia rígida, como las que se trazan con ayuda de los instrumentos del dibujo lineal. Las líneas implícitas son las que no se pintan o dibujan realmente, sino que se crean en la mente del espectador como resultado de unir los puntos; pueden ser las líneas de mirada de las figuras representadas hacia otros elementos de la composición, que guían la mirada del espectador a donde el autor quiere que se concentre la atención.

## Galería
Ver ejemplos de los distintos tipos de líneas en obras de arte de distintos periodos, ordenados cronológicamente,
EN COMMONS.
Otros ejemplos de líneas de composición en obras de arte:

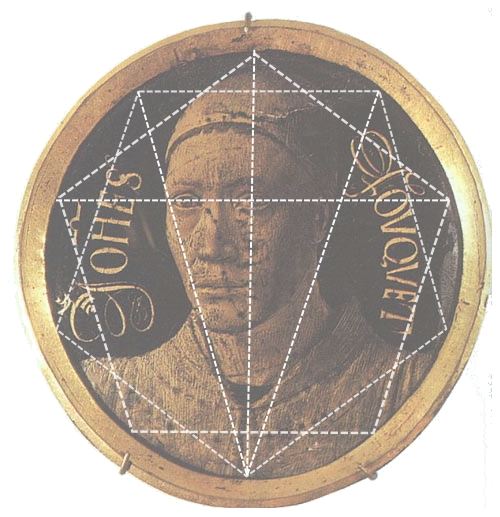
Autorretrato de Jean Fouquet, 1450
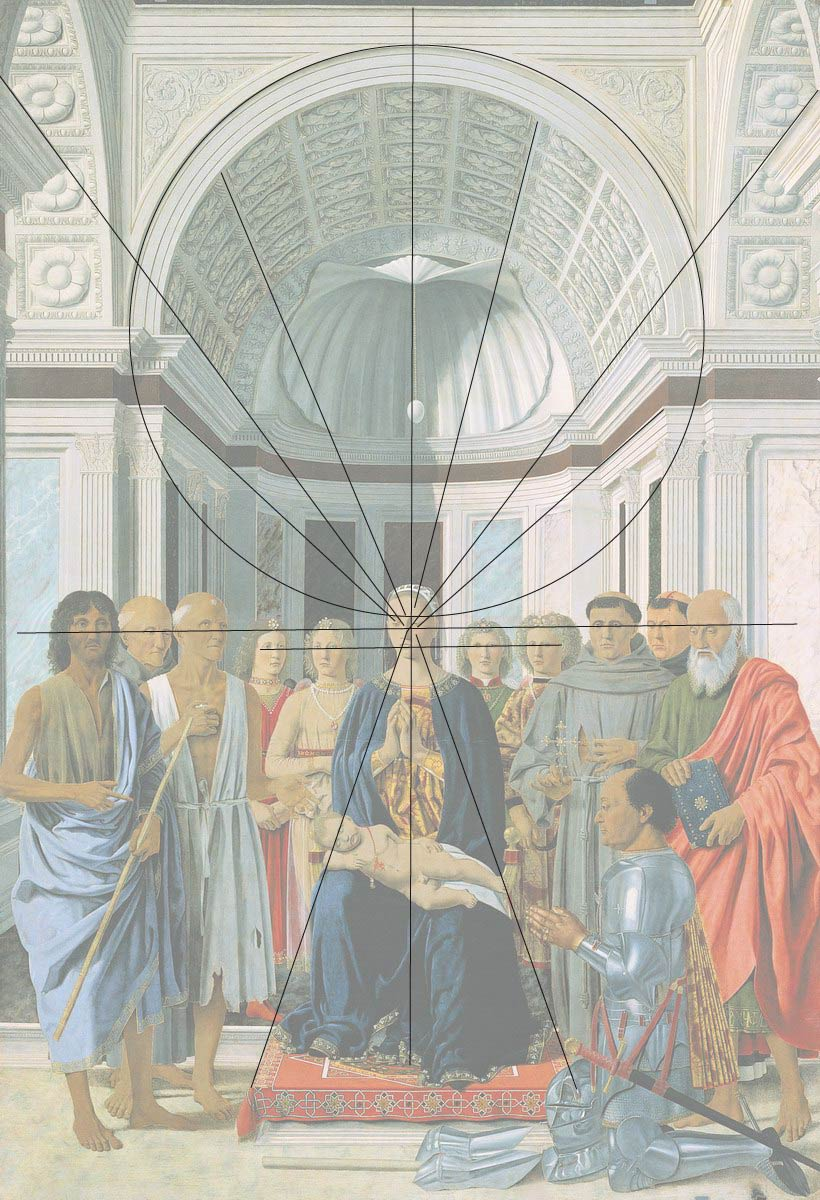
Madonna del duque de Urbino, de Piero della Francesca, 1472.
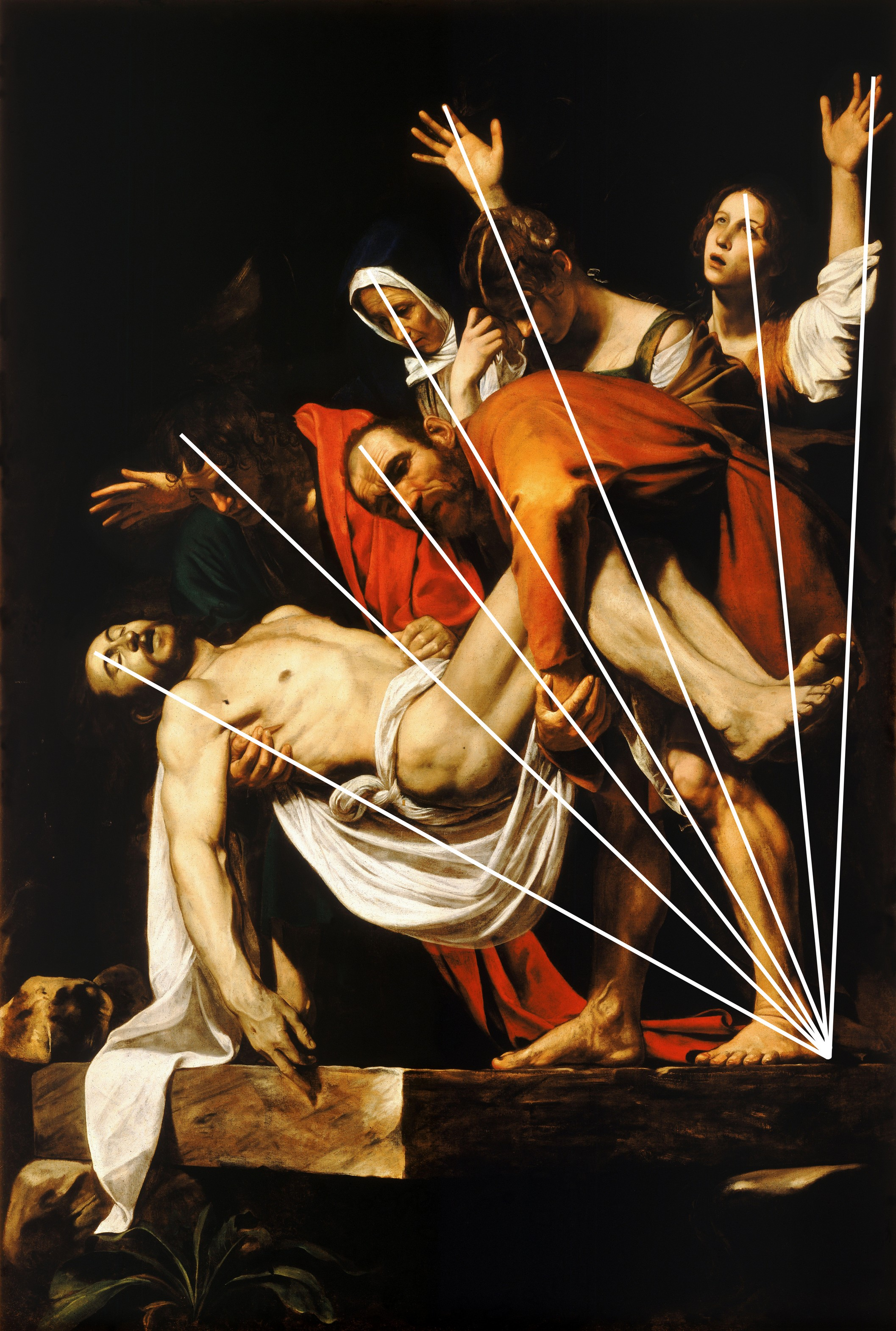
Entierro de Cristo, de Caravaggio, ca. 1600-1604.
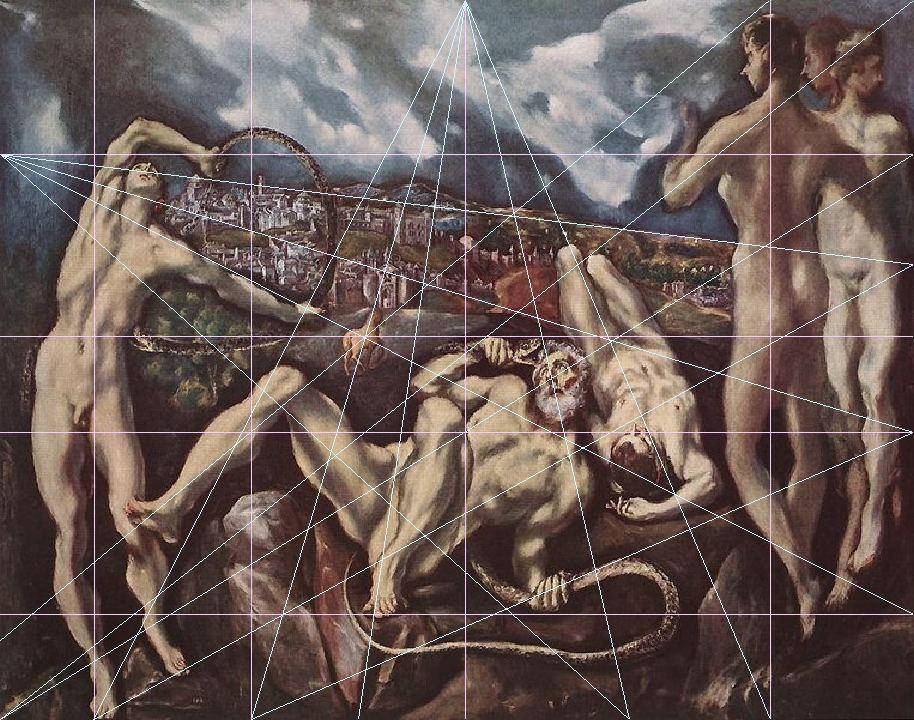
Laocoonte (El Greco), 1610-1614.
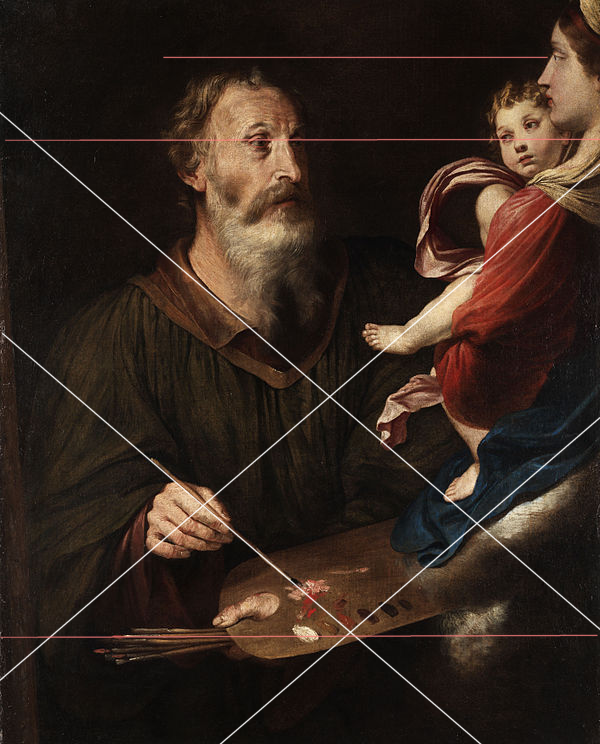
San Lucas, pintor de la Virgen, de Simone Cantarini, ca. 1632-1648.
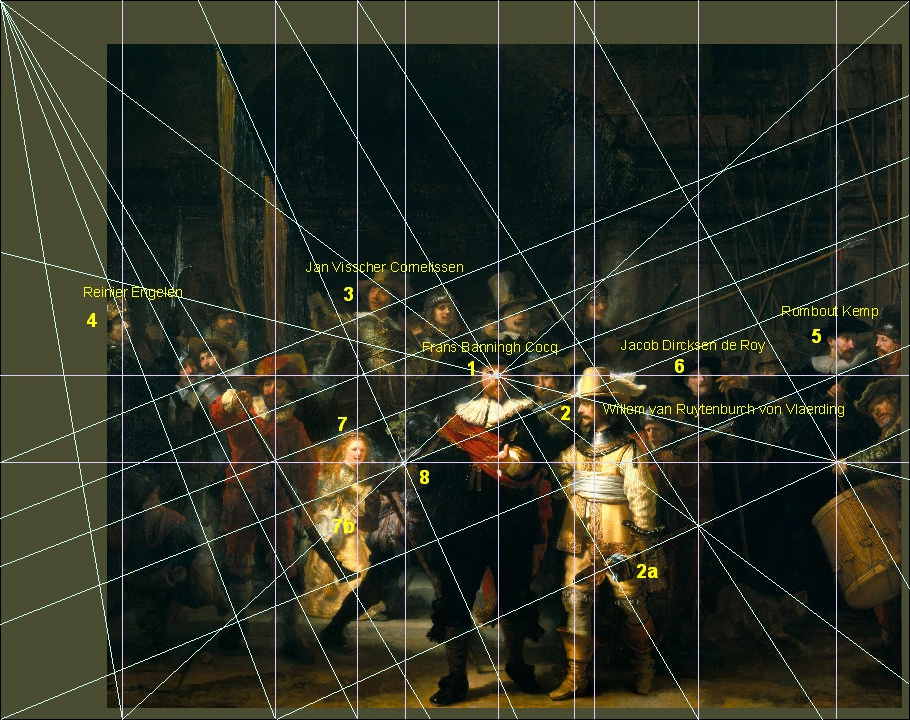
La ronda de noche, de Rembrandt, 1639-1642.
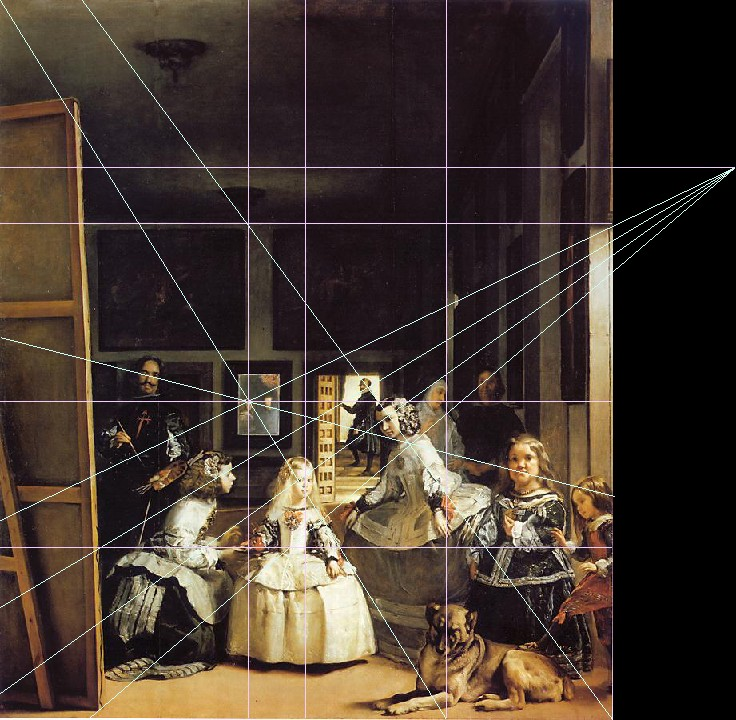
Las meninas, de Velázquez, 1656.
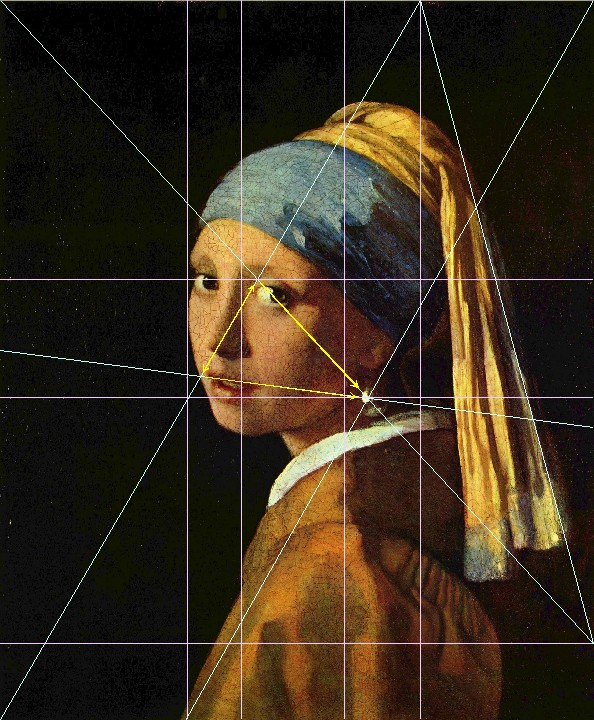
La joven de la perla, de Vermeer ca. 1665-1667.

Véase también la categoría Schemes of paintings en Commons.